# Amenia (Dakota del Nord)
Amenia è un centro abitato (city) degli Stati Uniti d'America, situato nella Contea di Cass nello Stato del Dakota del Nord. Nel censimento del 2000 la popolazione era di 89 abitanti. La città è stata fondata nel 1880.

## Geografia fisica
Secondo i rilevamenti dell'United States Census Bureau, la località di Amenia si estende su una superficie di 3,7 km², tutti occupati da terre.

## Popolazione
Secondo il censimento del 2000, ad Amenia vivevano 56 persone, ed erano presenti 26 gruppi familiari. La densità di popolazione era di 24,2 ab./km². Nel territorio comunale si trovavano 35 unità edificate. Per quanto riguarda la composizione etnica degli abitanti, il 100% era bianco.
Per quanto riguarda la suddivisione della popolazione in fasce d'età, il 29,2% era al di sotto dei 18, il 5,6% fra i 18 e i 24, il 23,6% fra i 25 e i 44, il 25,8% fra i 45 e i 64, mentre infine il 15,7% era al di sopra dei 65 anni di età. L'età media della popolazione era di 41 anni. Per ogni 100 donne residenti vivevano 117,1 maschi.